# Sematophyllum obtusifolium
Sematophyllum obtusifolium är en bladmossart som beskrevs av Brotherus 1925. Sematophyllum obtusifolium ingår i släktet Sematophyllum och familjen Sematophyllaceae. Inga underarter finns listade i Catalogue of Life.